# آلبالوی کوهی
آلبالوی کوهی، مرمره (نام علمی: Prunus incana) مترادف (نام علمی: Cerasus incana) نام یکی از گونه‌های زیرسرده گیلاس (زیرسرده) است. این زیرسرده در ایران ۹ گونه درخت و درختچه دارد که اکثراً در مناطق کوهستانی و صخره‌ای پراکنده‌اند.